# 比利亚鲁维奥
比利亚鲁维奥，是西班牙卡斯蒂利亚-拉曼恰昆卡省的一个市镇。总面积28平方公里，总人口231人（2001年），人口密度8人/平方公里。